# Ordem do Mérito das Forças Armadas
A Ordem do Mérito das Forças Armadas é uma condecoração criada pelo Decreto nº 91.343, de 18 de junho de 1985, e tem por finalidade premiar os militares do Exército, da Marinha, da Aeronáutica que tenham prestado serviços relevantes as Forças Armadas como um todo, ou a uma Força singular de per si, com reflexos em benefício das demais; os integrantes das Forças Auxiliares que hajam prestado assinalados serviços, às Forças Armadas; os civis nacionais, e os militares e civis estrangeiros que hajam prestado assinalados serviços às Forças Armadas e, as Organizações militares e civis, nacionais ou estrangeiras, que se tenham tornado credoras da homenagem especial das Forças Armadas.
A Ordem do Mérito Forças Armadas foi substituída em 2002 pela Ordem do Mérito da Defesa, sendo todos os seus membros, transferidos para os quadros da nova Ordem. Os agraciados da Ordem do Mérito Forças Armadas passaram a integrar os quadros da Ordem do Mérito da Defesa.

## Características
A insígnia é uma Cruz de Malta, com os braços esmaltados em branco. O anverso traz o símbolo das Forças Armadas rodeado por um círculo esmaltado, em azul, onde está gravada a legenda Mérito das Forças Armadas. O reverso traz ao centro as Armas da República rodeadas por círculo onde estão gravados Brasil e EMFA. A fita é de gorgorão chamalotado nas cores verde, branca e azul. Os graus possuem desenhos diversos para homens e mulheres.

## Graus
- Grã-cruz
- Grande Oficial
- Comendador
- Oficial
- Cavaleiro